# Mocsári kocsord
A mocsári kocsord (Peucedanum palustre) az ernyősvirágzatúak (Apiales) rendjébe tartozó növényfaj.

## Leírása
80–150 cm magasra nő meg, gyöktörzsének csúcsa nem rostos, szára csöves belű, szögletes barázdált. Levelei két-háromszorosan szárnyasan összetettek, a levélcimpák keskeny-lándzsásak, 1–2 mm szélesek. A levél gerince egyenes. Július–augusztusban virágzik, ernyője 15–30 cm sugarú, gallér- és gallérkalevelei széles hártyás szegélyűek, Termése tojásdad, 3–5 mm hosszú.

## Élőhelye
Lápokban, mocsarakban, égeres láperdőkben él. Közép-Európában szórványos, délen Észak-Olaszországig és Dél-Franciaországig fordul elő. Nálunk mocsarakban, magassásosokban, nádasokban, nedves rétekben, zsombékosokban található meg, egyre fogyatkozóban. Magyarországon többek közt a Gödöllői-dombság területén él.